# Dolmen von Magnez

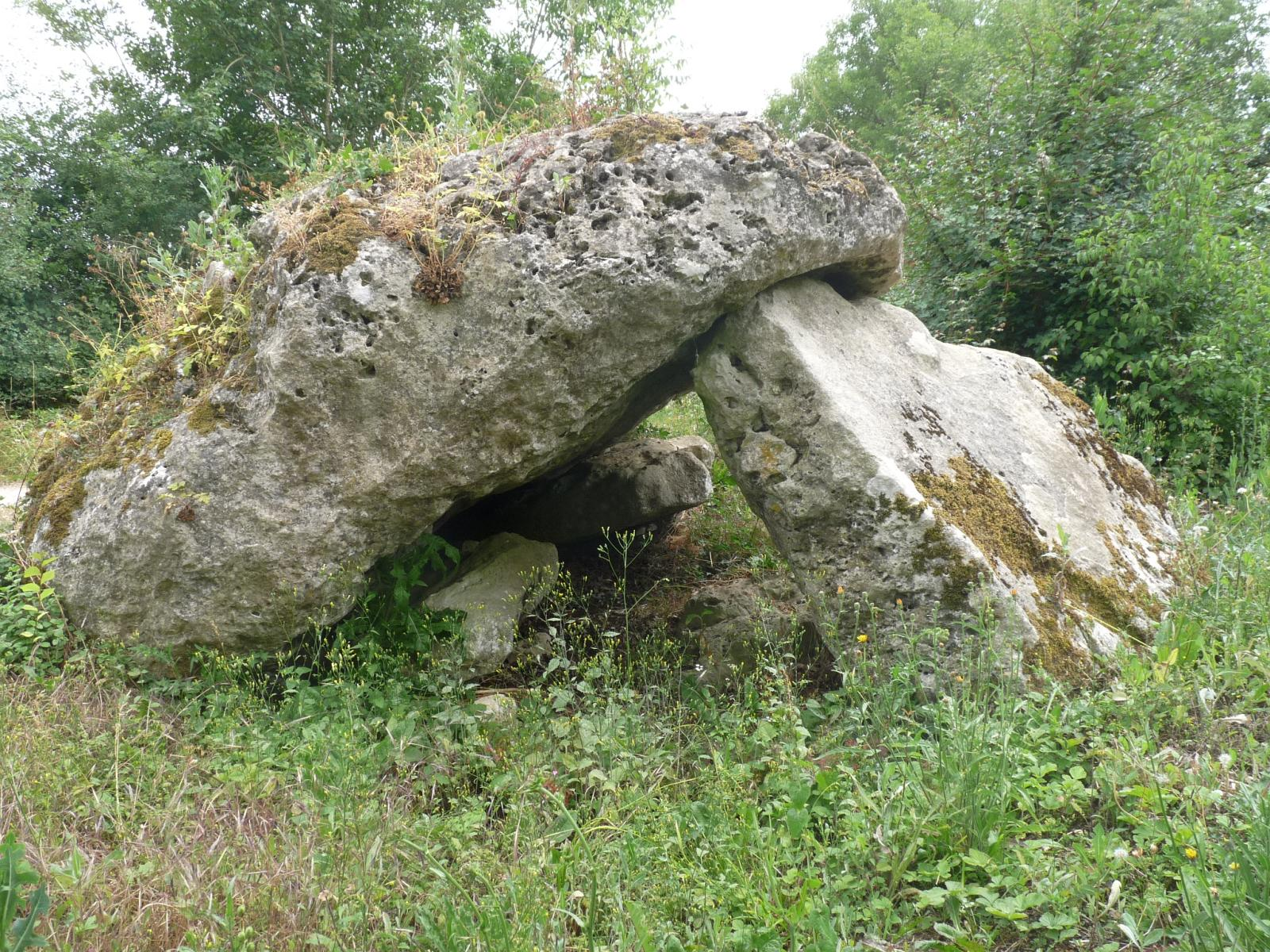
Dolmen von Magné

Die Dolmen von Magnez bestehen aus dem nur noch aus einem Tragstein und einem verkippten Deckenstein bestehenden Dolmen von Magné und dem Dolmen von Pierre-Pèse. Sie liegen westlich von Courcôme im Norden des Département Charente in Frankreich. Dolmen ist in Frankreich der Oberbegriff für neolithische Megalithanlagen aller Art (siehe: Französische Nomenklatur). Sie sind Teil einer ehemals aus mehreren Megalithanlagen bestehenden Nekropole, die im 19. und frühen 20. Jahrhundert zerstört wurde.
Der Dolmen von Magné liegt auf der Seite. Seine quadratische Deckenplatte misst etwa 2,8 × 2,8 m und ist 0,8 m dick.
Der Dolmen von Pierre-Pese (dt. Schwerer Stein) liegt ortsnäher, nördlicher und in seinem Tumulus. Seine Deckenplatte misst etwa 3,0 × 2,0 m, ist 0,80 m dick und ruht auf acht Stützen, die eine Kammer von 1,5 m Seitenlänge begrenzen.
Ein vergrabener Stein, ein Menhir oder der Deckstein eines weiteren Dolmen (etwa 2,0 × 2,0 m und fünf Tonnen schwer) wurde 2009 gefunden und unter Verwendung von Baumstämmen und Hanfseilen westlich des Dolmens von Pierre-Pese am Rande des Feldes aufgestellt.
Die beiden Dolmen wurden 1930 als Monument historique registriert.